# Telebörse

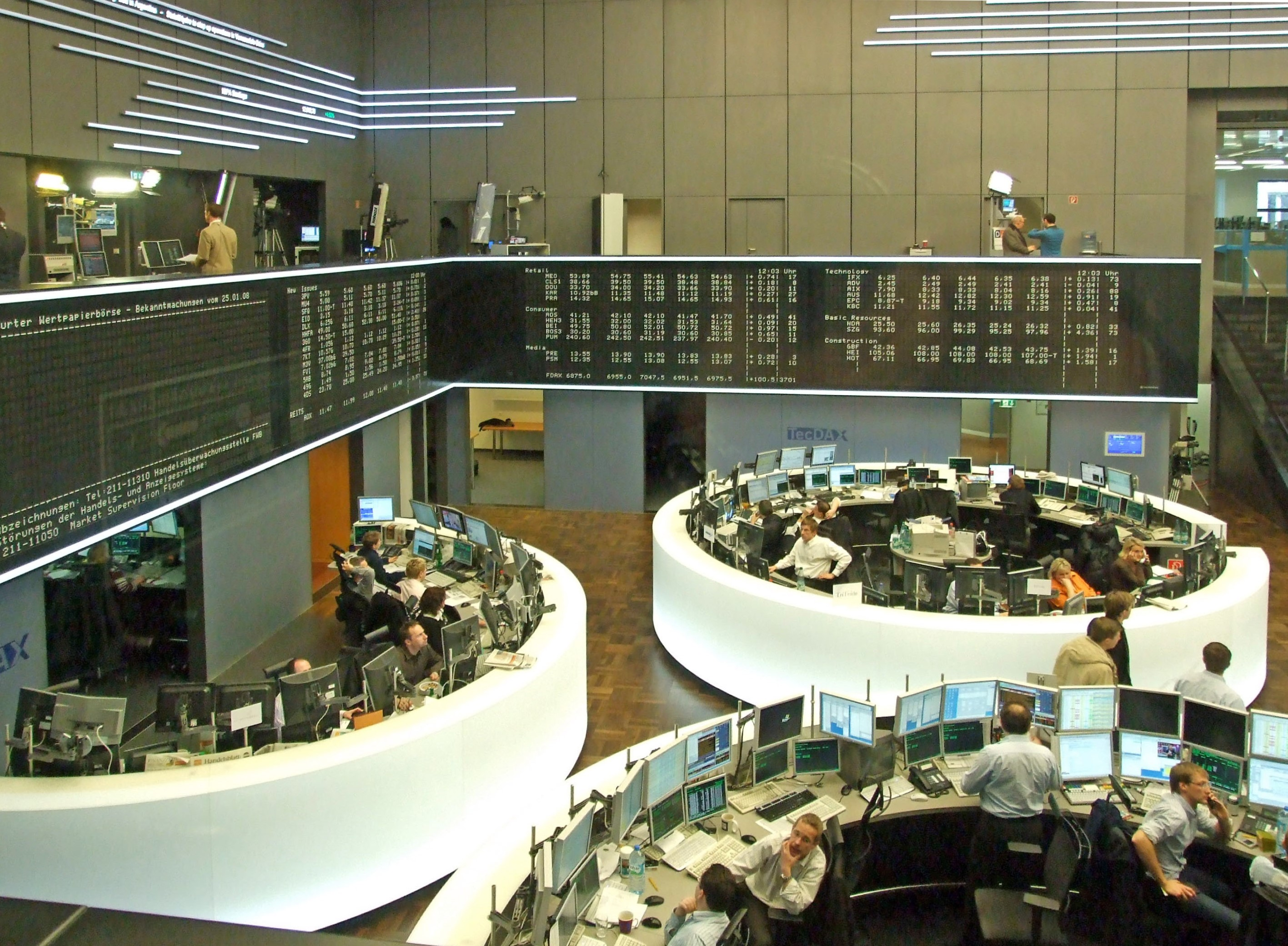
n-tv-Studio auf der Galerie der Frankfurter Börse (in der Ecke)

Die Telebörse ist ein Börsenmagazin im deutschen Fernsehen.
1987 gründeten sechs Banken und drei Verlage hierzu die Deutsches Börsenfernsehen GmbH. Beteiligt war mit der Deutschen Bank, Dresdner Bank, DG Bank (Volks- und Raiffeisenbanken), BHF-Bank, Commerzbank und der DGZ Bank (Sparkassen) ein Großteil des deutschen Bankenmarktes, außerdem der Axel-Springer-Verlag, die Verlagsgruppe Handelsblatt und die Börsen-Zeitung. Förderer der Idee war auch Rüdiger von Rosen, damals Geschäftsführer der Arbeitsgemeinschaft der Deutschen Wertpapierbörsen.
Am 5. Oktober 1987, zwei Wochen vor dem schwarzen Montag, ging die Telebörse 1987 bei Sat.1 auf Sendung. Berichtet wurde vom Frankfurter Parkett (Die Börsenhandelszeit war in dieser Zeit nur von 10:30 bis 13:30 Uhr). Ziel war, die Deutschen durch Börsennachrichten für die Anlage in Aktien und später auch sonstigen Wertpapieren zu begeistern. Friedhelm Busch nahm für die Telebörse die Goldene Kamera 1988 entgegen. Kommerziell war die Telebörse jahrelang ein Flop, die Kosten betrugen ein Vielfaches der Werbeeinnahmen. 1993 musste die Sendung zum Sportfernsehsender DSF wechseln. Ab 3. Januar 1994 konnte sie sich bei n-tv etablieren, wo sie bis heute in mehreren Ausgaben pro Tag gesendet wird. Die Gesellschafterstruktur änderte sich im Februar 1994: das Handelsblatt hielt nun 30 Prozent, die Deutsche Börse und das Deutsche Aktieninstitut (DAI) jeweils 35 Prozent. Das DAI rief einen „Sponsorenkreis Telebörse“ ins Leben, in dem etwa 30 börsennotierte deutsche Unternehmen den entsprechenden Finanzierungsanteil des DAI sicherstellten. Die Subventionierung endete im Jahr 2000. In der Aktienhausse der späten 1990er Jahre wurde die Telebörse eine der zuschauerstärksten Sendungen bei n-tv.
Aktuelle Moderatoren aus dem Studio:
- Raimund Brichta (seit 1992, z. T. auch als Reporter in Frankfurt)
- Isabelle Körner (seit 2004)
- Astrid Fronja (seit 2009)
- Verena Fels (seit 2009)
- Sibylle Scharr (seit 2010)
- Gesa Eberl (seit 2010)
- Etienne Bell (seit 2014)
- Marcel Wagner (seit 2016)
- Jörg Boecker (seit 2017)
- Marie Görz

Vertretung z. B. am frühen Morgen oder an Feiertagen:
- Christoph Teuner (seit 2000)
- Ulrich von der Osten (seit 2004)
- Mara Bergmann (seit 2017)
- Jessika Westen (seit 2017)
- Christoph Jens Hoffmann (seit 2019, davor mit Unterbrechung 2009 bis 2014)
- Annika de Buhr (seit 2021)

 Aktuelle Reporter von den Börsen:
Frankfurt
- Friedhelm Tilgen (seit 1992)
- Corinna Wohlfeil (seit 2001)
- Frank Meyer (seit 2006, z. T. auch Moderation in Köln)
- Susanne Althoff
- Sabrina Marggraf (seit 2008)
- Nancy Lanzendörfer (seit 2023, z. T. auch Moderation in Köln)

New York
- Markus Koch (seit 1996)
- Jens Korte (seit 1999)
- Sarah Sendner (seit Oktober 2023)

Ehemalige Moderatoren und Börsenreporter:
- Bernhard Jünemann (1987)
- Florian Fischer-Fabian (1987–1998)
- Friedhelm Busch (1987–2003)
- Christa Maria-Weisweiler (ab 1987)
- Carola Ferstl (1992–2010)
- Michael Mross (1993–2000)
- Bernd Heller (1993–2015)
- Michael Marx (1995–1998)
- Clarissa Ahlers (1995–2004)
- Stefan Riße (1996–2006)
- Katja Dofel† (1997–1999 aus New York, 2000–2022 aus Frankfurt)
- Lars Brandau (2001–2003)
- Beate Hoffbauer (2007–2019)
- Rommy Arndt (2012–2020)
- Sophie Schimansky (2015–2019 aus New York)
- Sabrina Keßler (2019 – 2023 aus New York)
- Tosca Strassberger (2022–2023 aus Frankfurt)

In den letzten Wochen der Börsenhausse erschien am 27. Januar 2000 Die Telebörse erstmals als Printversion aus der Verlagsgruppe Handelsblatt. Da die Profitabilität in der anschließenden Baisse immer schwächer wurde, wurde das Magazin bereits im Juli 2002 wieder eingestellt.